# Löwen-Apotheke (Lübeck)

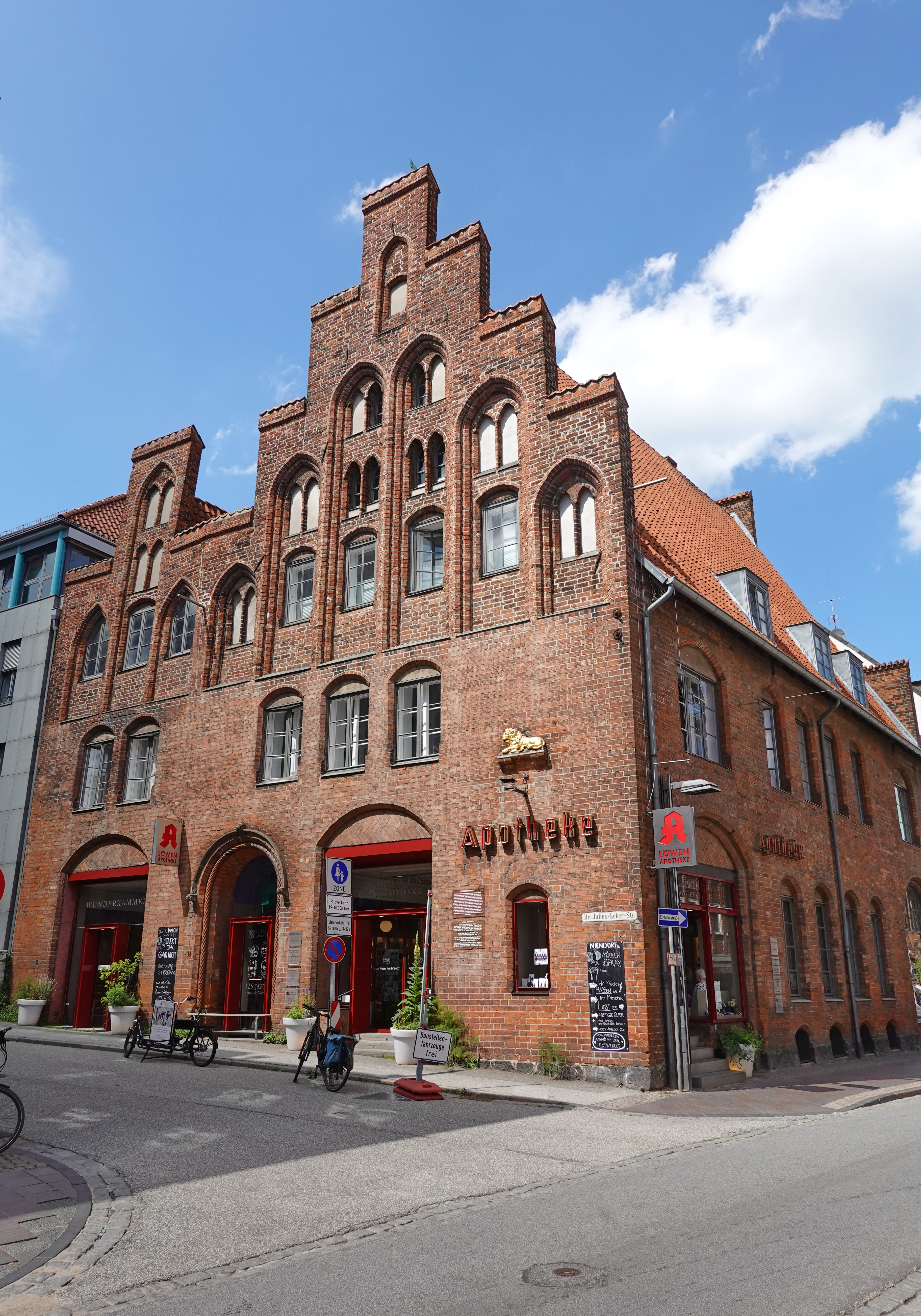
Löwen-Apotheke (2024)

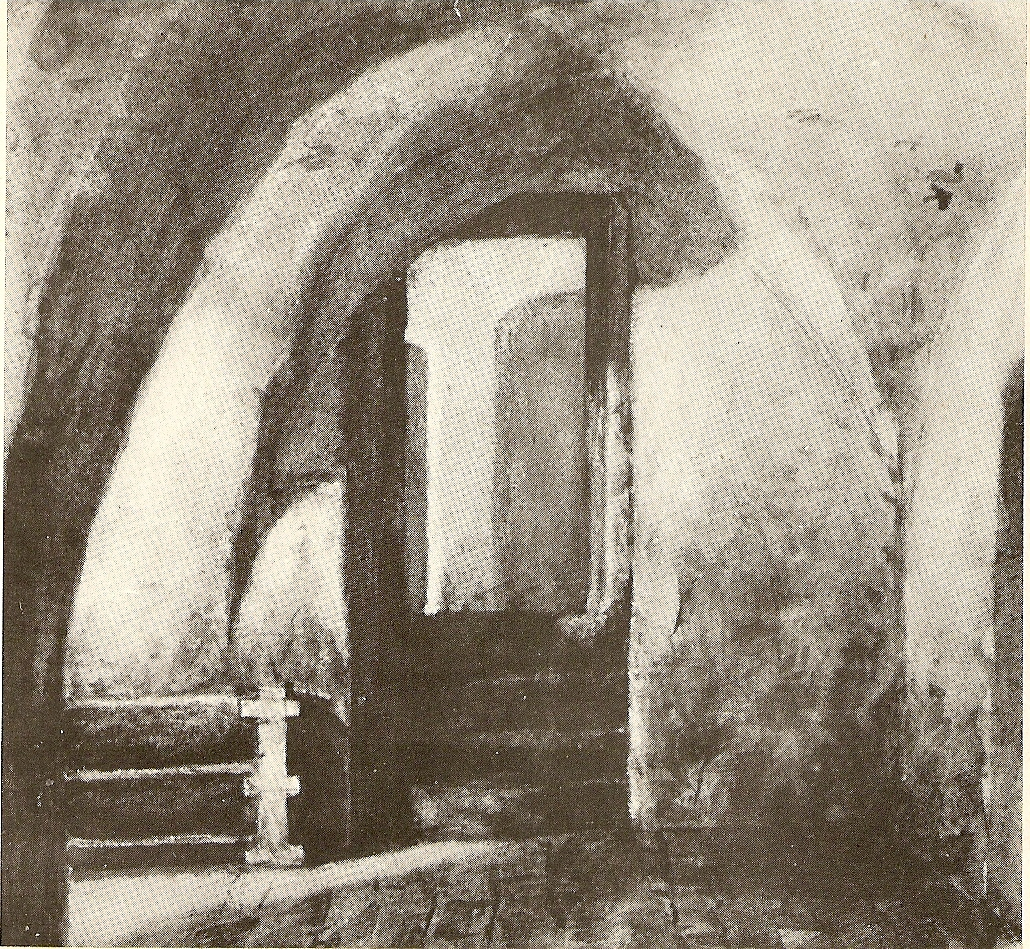
Maria Slavona: Kellergewölbe der Löwen-Apotheke (1881)

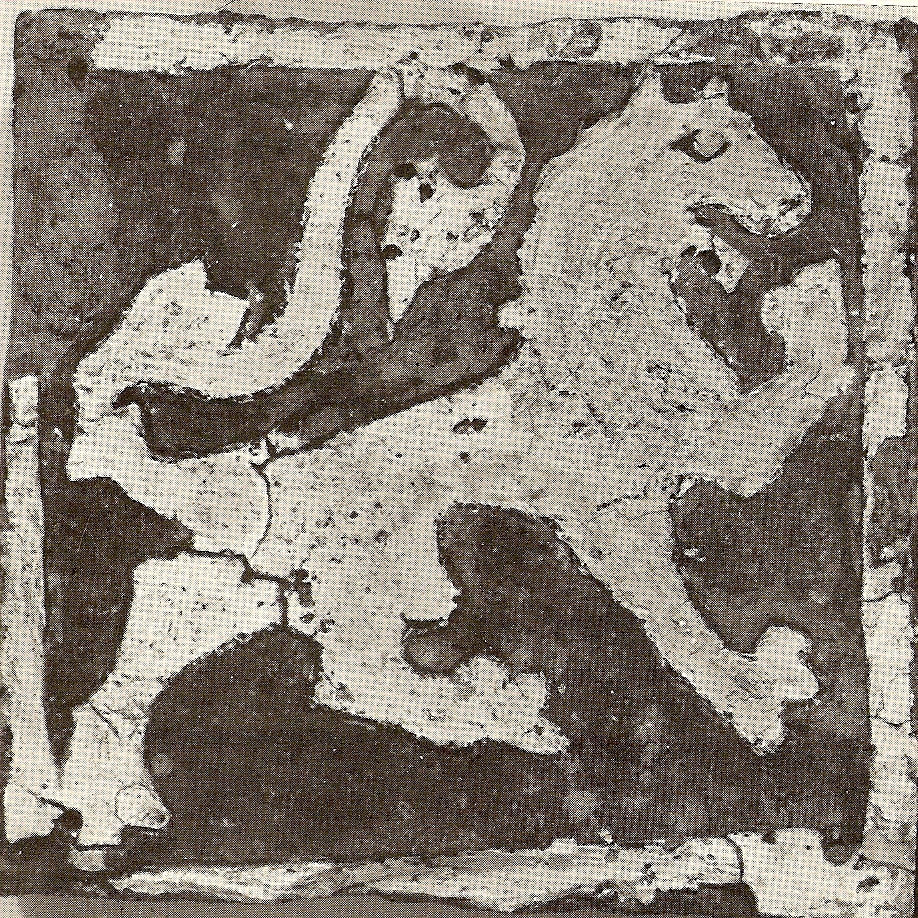
Bodenfliese aus der Löwenapotheke (14. Jahrhundert)

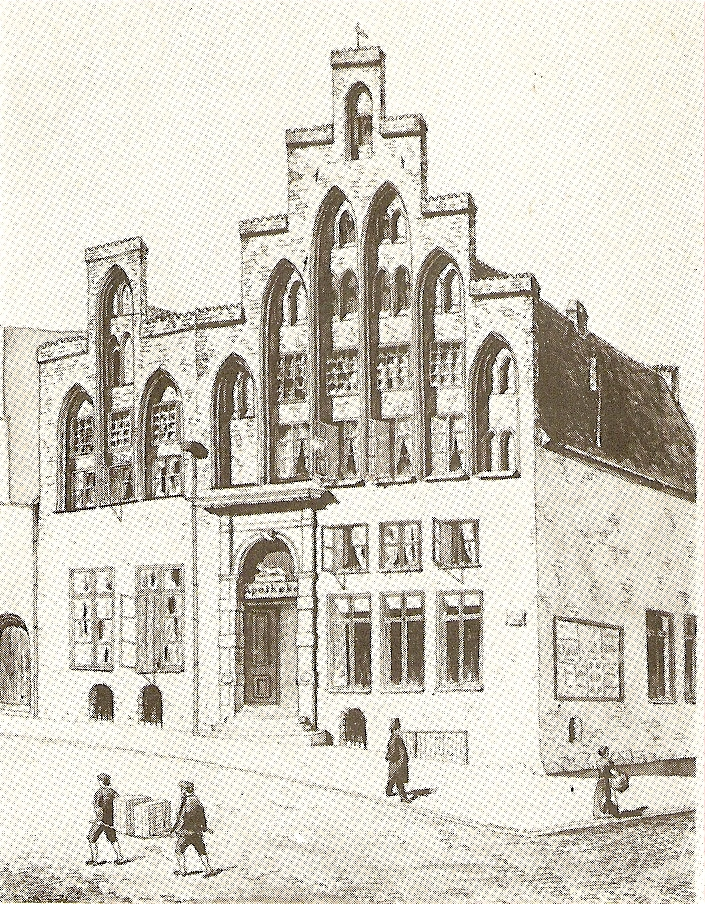
Fassade mit ehemaligem Renaissance-Portal

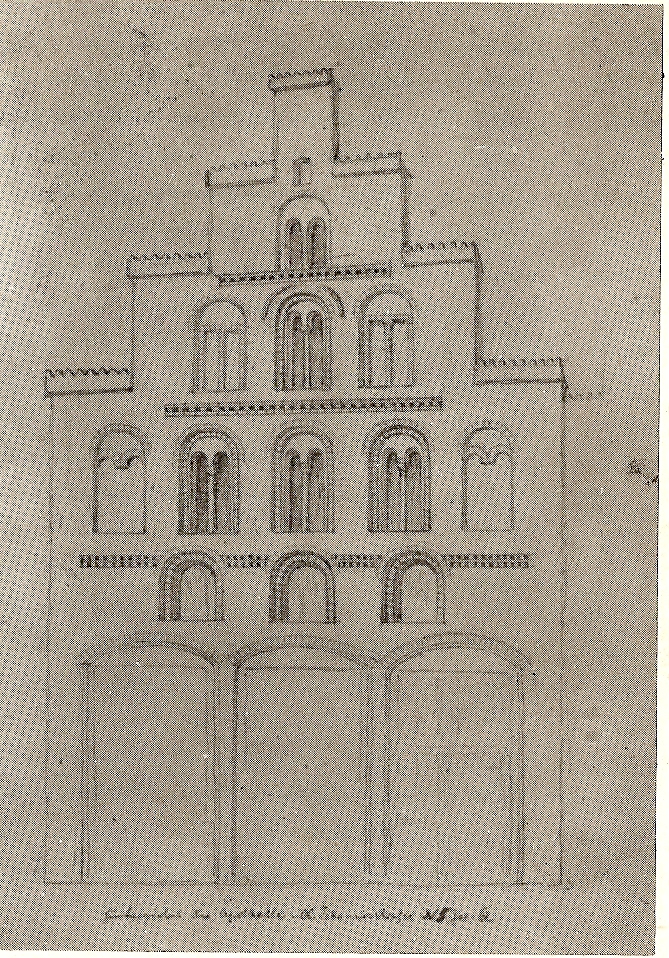
C. J. Milde: Spätromanische Rückfassade noch mit dem Treppengiebel um 1850

Die Löwen-Apotheke ist einer der ältesten Profanbauten des Weltkulturerbes der Lübecker Altstadt. Die teilweise romanische Bausubstanz geht auf die Zeit vor den großen Lübecker Stadtbränden des 13. Jahrhunderts zurück. Die Gründung der Apotheke wurde während der Lübecker Franzosenzeit im Jahr 1812 durch die eingetretene Gewerbefreiheit ermöglicht.

## Geschichte des Hauses

### Patrizierhaus (ab ca. 1230)
Das in der Dr.-Julius-Leber-Straße 13 (früher: Johannisstraße) an der Ecke zur Königstraße gelegene Grundstück wurde um 1230 von dem Lübecker Ratsherrn Bertram Stalbuk mit dem Giebelhaus aus Backstein bebaut. Bis 1313 verblieb das Eigentum am Grundstück in der Ratsfamilie Stalbuk und wurde dann an den Ratsherrn Johannes Clendenst verkauft und verblieb bis 1357 bei den Clendenst und wird dann als Wohnhaus des Ratsherrn Arnold Pleskow belegt. Äußerlich sichtbares Zeichen aus der Zeit der Erbauung ist heute der rückwärtige spätromanische Giebel des Hauses. Nach den beiden großen Stadtbränden von 1251 und 1276 erhielt das Haus 1358 den gotischen Hauptgiebel an der Johannisstraße. Der kleinere Nebengiebel links davon stammt aus dem Jahr 1403. Nach verschiedenen Eigentümern in häufigem Wechsel erwarb 1375 der Ratsherr und spätere Lübecker Bürgermeister Gottfried Travelmann das Gebäude als Vermögen seiner Frau aus deren vorheriger zweiter Ehe mit Arnold Pleskow. Im selben Jahr besuchte Kaiser Karl IV. die Stadt. Kaiserin Elisabeth übernachtete in dem Travelmannschen Haus, das für den Besuch extra mit einer hölzernen Brücke über die Königstraße zum benachbarten Eckhaus als der Residenz des Kaisers ausgestattet wurde, damit die beiden unbemerkt von den schaulustigen Bürgern Umgang pflegen konnten. Das Haus war von 1416 bis 1441 Wohnsitz des Ratsherrn und späteren Bürgermeisters Tidemann Steen. Der Bürgermeister Bertold Witig erwarb das Haus 1460 und stockte es auf, so dass der Baukörper seine heute noch gegebenen Abmessungen erhielt. In der Zeit von 1512 bis 1527 war das Haus Wohnsitz des Bürgermeisters Thomas von Wickede und entsprechend der Formgebung der Renaissance erhielt das Haus ein prächtiges Portal, das noch auf Zeichnungen des 19. Jahrhunderts als Ansicht, wenn auch mit klassizistischem Putz überformt, erhalten ist. Wickedes Erben verkauften an den Ratsherrn Gotthard von Hoeveln, der hier von 1541 bis 1550 wohnte. Auch sein Sohn, der Bürgermeister Gotthard V. von Hoeveln, wohnte in dem Eckhaus zur Königstraße. 1706 bezog der holsteinische Politiker Christoph Gensch von Breitenau das Haus und bewohnte es bis zu seinem Tode.

### Apotheke (ab 1812), Brand, Denkmalschutz (1967)
1812 erwarb der Apotheker Adolf Christoph Sager das Haus und begründete hier die Löwen-Apotheke. Einer seiner Nachfolger, Theodor Schorer, hat in der zweiten Hälfte des 19. Jahrhunderts rückwärtig einen Seitenflügel angebaut und in diesem Zuge die Treppen des rückwärtigen spätromanischen Giebels entfernt. Der Giebel in seiner ursprünglichen Form ist durch eine Bleistiftskizze von Lübecks erstem Denkmalpfleger Carl Julius Milde dokumentiert. Gegen Ende des 19. Jahrhunderts beabsichtigte der Apotheker Adolf Brandt den Abriss des unwirtschaftlich gewordenen Gebäudes. Der damalige Apothekerlehrling und spätere Schriftsteller Erich Mühsam verfasste anonym Aufrufe, die dazu führten, dass mit von der Gesellschaft zur Beförderung gemeinnütziger Tätigkeit gesammelten 25.000 Goldmark 1901 der Abriss verhindert und die Ziele des Denkmalschutzes vertraglich durch Eintragung einer beschränkten persönlichen Dienstbarkeit im Grundbuch gesichert werden konnten. Infolge des Luftangriffs auf Lübeck im März 1942 brannte die Löwen-Apotheke innen aus und wurde schon im Kriege durch den Architekten Carl Mühlenpfordt wieder aufgebaut. Die Fassaden des Gebäudes stehen seit 1967 unter Denkmalschutz.

## Geschichte der Apotheke und ihrer Apotheker

### Adolph Christoph Sager
Das Apothekenwesen war in der Hansestadt Lübeck seit dem Aufkommen der Apotheken als Monopol in Form der 1412 entstandenen Ratsapotheke reguliert. Daneben bestand um 1800 nur die 1632 entstandene Kleine Apotheke, aus der die heutige Adler-Apotheke hervorging. Der von der Insel Poel stammende Adolph Christoph Sager (1771–1852) erhielt vom Senat 1802 bis Michaelis 1810 befristet die Stelle des Ratsapothekers. 1806 wurde die Ratsapotheke nach der Schlacht bei Lübeck von den französischen Truppen geplündert. Die französische Besetzung brachte die Gewerbefreiheit. Sager beantragte die Erlaubnis für die Gründung einer privaten Apotheke und beteiligte sich 1811 nicht mehr an der Ausschreibung für die weitere Pacht der Ratsapotheke ab 1812. Am 15. April 1812 zeigte er die Eröffnung der Löwen-Apotheke in der Johannisstraße 5 an. Gleichzeitig entstanden in der Stadt im Zuge der eingeführten Gewerbefreiheit weitere, privat geführte Apotheken, wie die Apotheke zum halben Mond in der Sandstraße, die Sonnenapotheke, und weitere. Der neue Pächter der Ratsapotheke konnte ob dieser Konkurrenz die Pacht nicht aufbringen und faillierte bereits im Jahr 1813. Sager wurde vorübergehend wieder die Oberaufsicht über die Ratsapotheke übertragen. Nach dem Abzug der Franzosen Ende 1813 beeilten sich alle Apotheker um Bestätigung der ihnen von den Franzosen erteilten Zulassungspatente durch den zurückgekehrten Senat der Stadt. Diese Konzession wurde von der Wette nach Überprüfung der Betriebe personengebunden gegen Zahlung einer jährlichen Konzessionsgebühr von 500 lübische Mark Courant, der Apotheken-Rekognition, erteilt. Die Übergabe der Löwen-Apotheke an den Sohn Johann Carl August Sager gelang 1832 zwar, aber der Nachfolger verstarb tragisch bereits am 22. Mai 1834. Sager übernahm wieder die Leitung und suchte erneut einen geeigneten, dem Senat genehmen Übernehmer, den er zehn Jahre später 1844 in Heinrich Joachim Versmann fand.
Gleich in seiner Anfangszeit arbeitete als Lehrling Sagers Neffe Friedlieb Ferdinand Runge bei ihm, der mit der Entdeckung des Anilins zum Begründer der Teerfarbenchemie wurde.

### Heinrich Joachim Versmann
Der aus Tönning stammende Heinrich Joachim Versmann hatte in Hamburg gelernt und seine Gehilfenjahre in Oldenburg in Holstein, Preetz und bei dem bekannten Apotheker Christian Wilhelm Hermann Trommsdorff in Erfurt, Sohn des ebenfalls in Erfurt tätigen Professors Johann Bartholomäus Trommsdorff, abgeleistet. Er immatrikulierte sich im Frühjahr 1840 an der Universität Kiel und bestand bereits Ende des Jahres seine Prüfung vor dem Schleswig-Holsteinischen Sanitätskollegium. Anschließend wurde er Assistent in der Eutiner Hof-Apotheke bis zur Übernahme der Löwen-Apotheke 1844. Versmann erkrankte bald schwer an Rheuma und verkaufte daher 1862 die Löwen-Apotheke an Theodor Schorer.

### Theodor Schorer
Theodor Schorer stammte aus Trittau. Er hatte in der Apotheke in Segeberg gelernt und ab 1859 an der Universität Kiel studiert. 1861 bestand er seine Prüfung vor dem Schleswig-Holsteinischen Sanitätskollegium und leitete danach selbstständig eine Apotheke in Hamburg. 1861/62 besuchte er erneut die Universität in Kiel, um seine Kenntnisse der Chemie zu vertiefen. Schorer führte die Apotheke von 1862 bis 1892. Er machte sich als Chemiker und als Politiker in der Lübecker Bürgerschaft vor dem Hintergrund der Cholera-Epidemien des 19. Jahrhunderts um die Qualität des Lübecker Trinkwassers verdient. Seine Töchter Cornelia Schorer und Maria Slavona machten sich fernab der Pharmazie einen Namen. Nach dem Verkauf der Löwen-Apotheke blieb Schorer als Gerichtschemiker mit eigenem Labor weiter tätig.

### Galerie der Apotheker

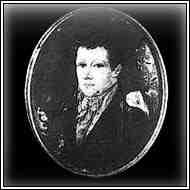
Adolph Christoph Sager
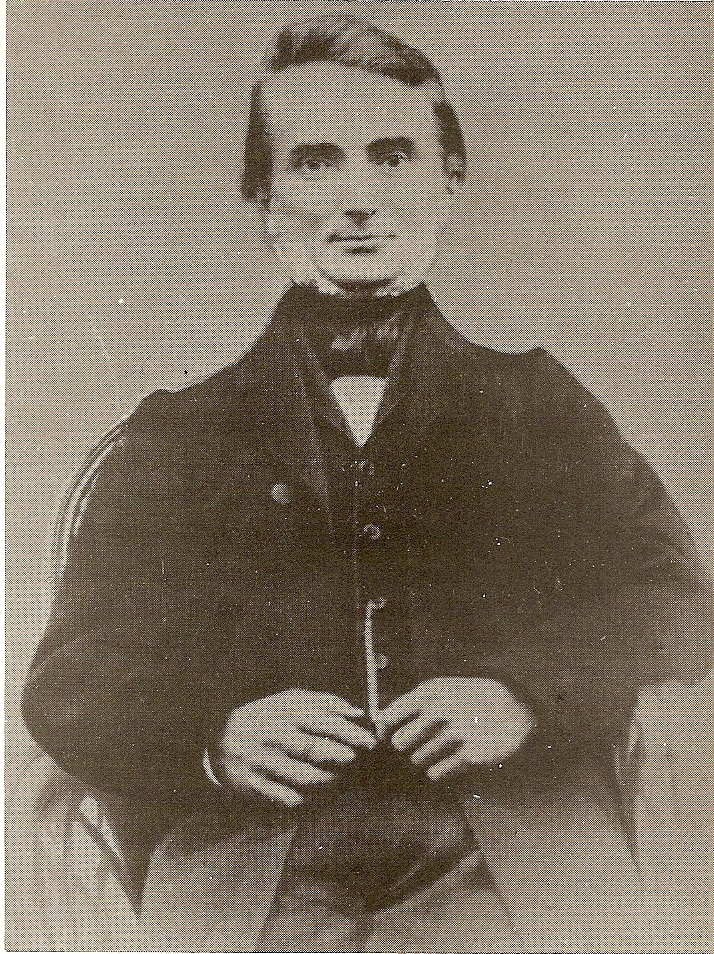
Heinrich Joachim Versmann
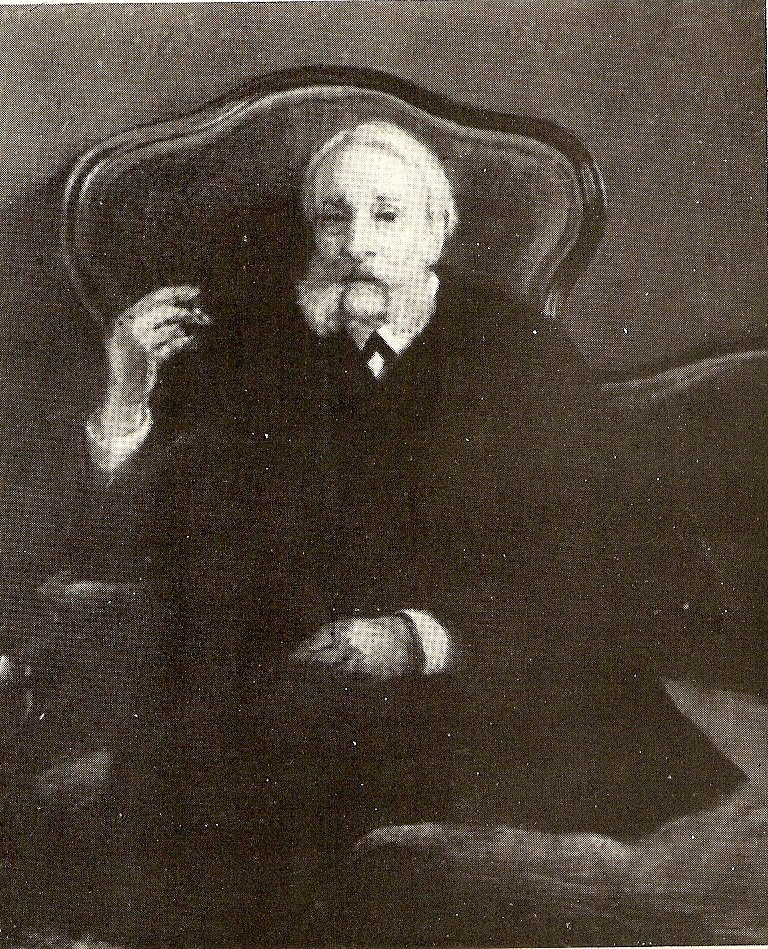
Theodor Schorer